# Claude Lanzmann – Stimme der Shoah
Claude Lanzmann – Stimme der Shoah (Originaltitel: Claude Lanzmann: Spectres of the Shoah, kurz: CL:SotS) ist ein Dokumentar-Kurzfilm über das Schaffen von Claude Lanzmann, seine Arbeit Shoah, aus dem Jahr 2015 von Adam Benzine. Der Film wurde als bester Dokumentar-Kurzfilm bei der Oscarverleihung 2016 nominiert.

## Handlung
Die Handlung in Claude Lanzmann – Stimme der Shoah beschränkt sich auf die Erzählungen Claude Lanzmanns, der über seine Arbeit an Shoah spricht. Lanzmann erläutert seine persönliche Entwicklung im Verlaufe der 12 Jahre, die die Produktion seines Filmes dauerte, die emotionalen Herausforderungen, die er während dieser Zeit verarbeiten und überwinden musste. Lanzmann berichtet auch von einer Phase der Depression, in der für ihn ein Suizid als Ausweg möglich erschien.

„[...] making Shoah also broke him in a sense, getting that close to so much darkness for so long left a permanent scar.“

„In gewissem Sinne brach Shoah ihn, eine Annäherung an eine so große Dunkelheit über einen so langen Zeitraum hinweg hinterließ eine dauerhafte Narbe.“

## Produktion
Benzines Motivation ergab sich nach seiner persönlichen Konfrontation im Jahr 2011 mit Shoah aus der Feststellung, dass das Leben Claude Lanzmanns trotz seiner filmischen Leistung nicht selbst als Film aufbereitet war. Die Dreharbeiten über CL:SotS dauerten dann drei Jahre und begleiteten Lanzmann von seinem 88. bis zu seinem 90. Lebensjahr. Einige Szenen des Filmes sind ungezeigte Outtakes aus Shoah. Der Film wurde von Jet Black Iris America und ZDF/Arte koproduziert.

## Auszeichnungen
Gewonnen
- 2015: „Honourable Mention“ des Hot Docs Canadian International Documentary Festivals

Nominierungen
- Bester Dokumentar-Kurzfilm der Oscarverleihung 2016
- 2016: „Cinema Eye Honors Award“ der Cinema Eye Honors
- 2015: „IDA Award“ der International Documentary Association